# Igor' Tichomirov
Igor' Sergeevič Tichomirov (in russo Игорь Сергеевич Тихомиров?; Mosca, 4 maggio 1963) è un ex schermidore canadese di origine sovietica, specializzato nella spada. Ha vinto una medaglia di bronzo nella scherma ai Giochi olimpici.